# Getting Things Done
Getting Things Done (GTD) es un método de gestión de las actividades y el título de un libro de David Allen que en español se ha titulado «Organízate con eficacia».
GTD se basa en el principio de que una persona necesita liberar su mente de las tareas pendientes guardándolas en un lugar específico. De este modo, no es necesario recordar lo que hay que hacer y se puede concentrar en realizar las tareas.

## Sobre qué trata GTD
A diferencia de otros expertos en gestión del tiempo, Allen no se centra en el establecimiento de prioridades. En su lugar, él insta a la creación de listas de tareas específicas para cada contexto, por ejemplo, una lista de llamadas telefónicas pendientes o recados que hacer en la ciudad. También sugiere que cualquier nueva tarea que pueda ser completada en menos de dos minutos debería ser hecha inmediatamente.
La psicología de GTD se basa en hacer fácil el almacenamiento, seguimiento y revisión de toda la información relacionada con las cosas que necesitas hacer. Allen sugiere que muchos de los bloqueos mentales en los que nos encontramos a la hora de completar ciertas tareas, vienen dados por una planificación insuficiente (p.e., para cualquier trabajo debemos aclarar lo que se debe conseguir y qué acciones se deben llevar a cabo para completarlo). Según Allen, es más práctico hacerlo reflexionando previamente sobre ello, generando una serie de acciones que hacer más tarde, sin necesidad de volver a planificarlo durante su realización. 
Allen también sostiene que nuestro "sistema de recordatorios interno" (nuestra memoria), es considerablemente ineficiente y rara vez nos acordamos de lo que necesitamos hacer en el momento y en el lugar en el que podemos hacerlo. Por tanto, las  "acciones próximas" almacenadas según el contexto en un "sistema confiable externo"  actúan como soporte  que nos asegura que lo recordaremos en el momento y lugar adecuados para su realización. Hay muchos consejos y trucos sobre la gestión del tiempo detallados en Getting Things Done que pueden sernos útiles para poner en práctica el flujo de trabajo descrito por Allen.
Una breve descripción de GTD traducida del libro de Allen Ready for Anything ("Preparado para cualquier cosa"):

«Mantén todo fuera de tu cabeza. Decide qué acciones requieren tus tareas cuando aparecen — no cuando expiran. Organiza recordatorios de tus proyectos y sus acciones próximas en las categorías apropiadas. Mantén tu sistema actualizado, completo y suficientemente revisado para conocer las opciones de las que dispones sobre  lo que estás haciendo (y no haciendo) en cualquier momento.»

## Principios
Los principios esenciales de GTD son los siguientes:

### Recopilar
Depositar en "cubos" externos, todo aquello que necesitemos recordar, realizar o darle seguimiento. Allen se refiere a los correos electrónicos, grabadoras, libretas de notas, PDAs y agendas como simples "cestas" o "cubos" de almacenamiento. El objetivo es "sacar" todo de nuestra mente y recogerlo en alguno de estos elementos de almacenamiento para luego procesarlos. Tras el procesamiento, todos los "cubos" deberían vaciarse al menos una vez por semana.

### Procesar
Cuando estés procesando tu "cubo", deberías seguir estrictamente este orden:
- Empezar siempre por el principio
- No procesar más de un elemento a la vez.
- No enviar de vuelta al "cubo" ningún elemento.
- Si un elemento requiere de una acción para ser realizado:

- Si lleva menos de dos minutos, hazlo.
- Si no es tu tarea, delégalo adecuadamente.
- Posponlo.

- Si un elemento no requiere una acción,

- Archívalo como referencia.
- Deséchalo si no es procedente.
- Déjalo en cuarentena si no puedes llevarlo a cabo en ese momento.

- Si no lo puedes delegar adecuadamente, informa que está para revisarlo por el área correspondiente

Regla de los dos minutos: "Si una tarea requiere menos de dos minutos, hazla inmediatamente". "Dos minutos" es una cifra orientativa, considerando que ese es también aproximadamente el tiempo que en cualquier caso habría que invertir para posponerla.

### Organizar
Allen describe el conjunto de listas sugeridas que puedes usar para mantener un seguimiento de los elementos que esperan ser atendidos:
- Acciones próximas - Para todo elemento que requiere tu atención, decide cuál es la próxima acción que es necesario tomar para llevarlo a cabo. Por ejemplo, si el elemento significa 'Escribir un informe del proyecto', la acción próxima puede ser "Escribir a Fred para reunirnos unos minutos" o 'Llamar a Jim para preguntarle los requisitos del informe' o algo por el estilo. Aunque puede haber muchos pasos y acciones que se requieran para completar un hito, siempre habrá algo que tú necesites hacer primero y debería ser guardado en la lista de acciones próximas. Preferiblemente, éstas se guardarán por el contexto en el que se pueden hacer: 'en la oficina', 'por teléfono', o 'en la tienda'.

- Proyectos - toda tarea inconclusa (que Allen denomina open loop 'bucle abierto') en tu vida o trabajo que requiere más de una acción para ser realizada se considera un 'proyecto'. Estas acciones deben ser revisadas periódicamente para asegurar que todo proyecto tiene una próxima acción asociada a él y que puede ser llevada a cabo.

Ejemplo de un diagrama de flujo para procesar y organizar

- En espera - cuando tú has delegado una acción en alguien o estás esperando un evento externo antes de continuar trabajando en un proyecto debe ser registrado en tu sistema y comprobado periódicamente  para ver si existe alguna acción adecuada o hay algún recordatorio que necesite ser enviado.
- Algún día/Quizá - se trata de cosas que quieres hacer pero actualmente no es posible. Algún ejemplo podría ser 'aprender Chino' o 'tomarse unas vacaciones para hacer submarinismo'.

Un calendario también es algo importante para llevar un seguimiento de tus citas y compromisos; sin embargo, Allen recomienda específicamente que el calendario se reserve para lo que él denomina "paisaje yermo" (hard landscape): cosas que se deben hacer obligatoriamente en un plazo específico, o reuniones y citas que han sido fijados en un momento en particular. Los elementos de la lista 'Pendiente' deberían reservarse para la lista de acciones próximas. 
La clave definitiva de la organización según GTD es el sistema recordatorio. Getting Things Done afirma que un sistema recordatorio debe ser fácil, simple y amigable. Puede ser, incluso, un trozo de papel, si necesitas almacenar referencias, deberías tener un archivo dedicado para ello y para ninguna otra cosa. La sugerencia de Allen es que mantengas un único sistema recordatorio ordenado alfabéticamente para hacer tan rápido y fácil como sea posible el hecho de almacenar y buscar la información que necesitas.

### Revisar
Las listas de acciones y recordatorios serán completamente inútiles si no las revisamos al menos diariamente o siempre que tengamos un momento libre. Dado el tiempo, la energía y los recursos que tenemos en un momento en particular, se debe decidir cuál es el elemento más importante que debe ser llevado a cabo en ese preciso momento y hacerlo. Si te domina la dejadez, puede que termines siempre las tareas fáciles y dejes sin hacer las difíciles. Para solventar esto, tienes que escoger la acción según el orden en el que están contenidas en las listas tal y como las procesaste desde la bandeja de entrada.
La disciplina GTD requiere que se revisen al menos semanalmente todas las acciones destacadas, proyectos e ítems “en espera”, asegurándose de que todas las tareas nuevas o eventos venideros están incluidos en el sistema y que está actualizado. Como ayuda para refrescar la memoria, Allen sugiere la creación de un fichero de carpetas colgantes con las tareas y proyectos más destacados.

### Hacer
Cualquier sistema de organización no es bueno si gastamos mucho tiempo en organizar las tareas en lugar de hacerlas. David Allen afirma que si simplificas el proceso de organización, estarás menos predispuesto a la dejadez o a la saturación con un gran número de tareas abiertas.

## Herramientas y técnicas
Un dispositivo que David Allen sugiere es el "archivo de recordatorios" para organizar tus papeles (también conocidos como '43 folders' o '43 carpetas'). Doce carpetas se usan para representar cada mes y 31 carpetas adicionales que se usan para representar cada uno de los días del mes. Las carpetas son colocadas para ayudarte a recordar qué actividades hacer un día específico. Cada día abres la carpeta correspondiente al día actual. Vacías la carpeta y la colocas en el mes siguiente. Este tipo de orden te permite archivar recordatorios de un modo muy simple y cómodo. Por ejemplo, si tienes un concierto el día 12 de este mes, colocas los recordatorios en la carpeta correspondiente y cuando llegue dicho día te los encontrarás. Otra opción es la de colocar el papel unos días antes del concierto, para recordarte alguna acción que se deba hacer previamente al concierto, como comprar las entradas o hablar con un amigo para ir con él a dicho evento.

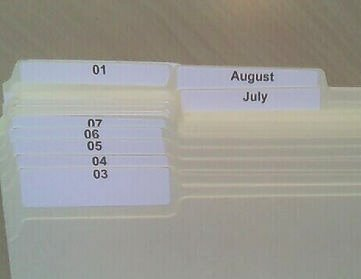
Detalle de '43 Folders'

Es muy conveniente también, para aquellas actividades que dependan de otras personas, el registrar sobre el papel cada fecha en que se ha realizado el seguimiento, y qué ha ocurrido en cada una de ellas con el fin de tener un historial que respalde el cumplimiento por parte de esa otra persona, la actividad requerida.
Otro sistema es utilizar las Tareas de Google donde pueden establecerse diversas categorías o contextos y dentro de cada categoría se apuntan los temas pendientes, por ejemplo: "hacer en casa, oficina, centro ciudad, ordenador". Cada día imprimes las notas en papel y escribes sobre este listado, y por la noche actualizas en el servicio la información recopilada.
Existen además otras implementaciones para utilizar como Getting Things GNOME! del entorno de escritorio GNOME.

## El culto a GTD
Getting Things Done es también el título de otros dos libros de gestión del tiempo (ISBN 0-553-25848-6) de Edwin C. Bliss and Malcolm Hancock, 1976, y (ISBN 0-7181-2842-7) de Roger Black, 1990. Percy Redfern Creed también escribió un libro con este título en 1946.
En 2005 la revista Wired denominó GTD como: "Un nuevo culto a la era de la información", describiendo su entusiasmo por esta metodología entre Information Technology y knowledge workers como un tipo de cult following. Las ideas de Allen han sido popularizadas también a través de internet, especialmente vía blogs. Algunos seguidores de GTD defienden una forma de manejo -o gestión- propia -o personal- llamada 'volver-a-lo-básico', y están en contra de las soluciones hiper-tecnificadas y, en cambio, a favor de herramientas simples y baratas como las Hipster PDA o incluso el cuaderno Moleskine. Sin embargo, el propio David Allen es un feliz usuario del Palm PDA. En su lista de preguntas frecuentes, dice que usa el programa que el aparato trae consigo, y registra  los "eventos del día" en papel para su procesamiento posterior.
En 2005, Ben Hammersley entrevistó a David Allen para The Guardian, en un artículo denominado: Conoce al hombre que puede traer el orden al universo, diciendo "Para mí, teniendo en cuenta que cientos de miles de personas a lo largo y ancho del mundo prestaron el libro a sus amigos con fuego en los ojos, las ideas de Allen no representan un cambio pequeño en absoluto."
En 2007, Time Magazine denominó a Getting Things Done el libro de autoayuda para su tiempo, aludiendo a que las nociones de GTD son seguidas por un enorme grupo de seguidores y no por un único nicho de fervientes entusiastas.